# Polheim

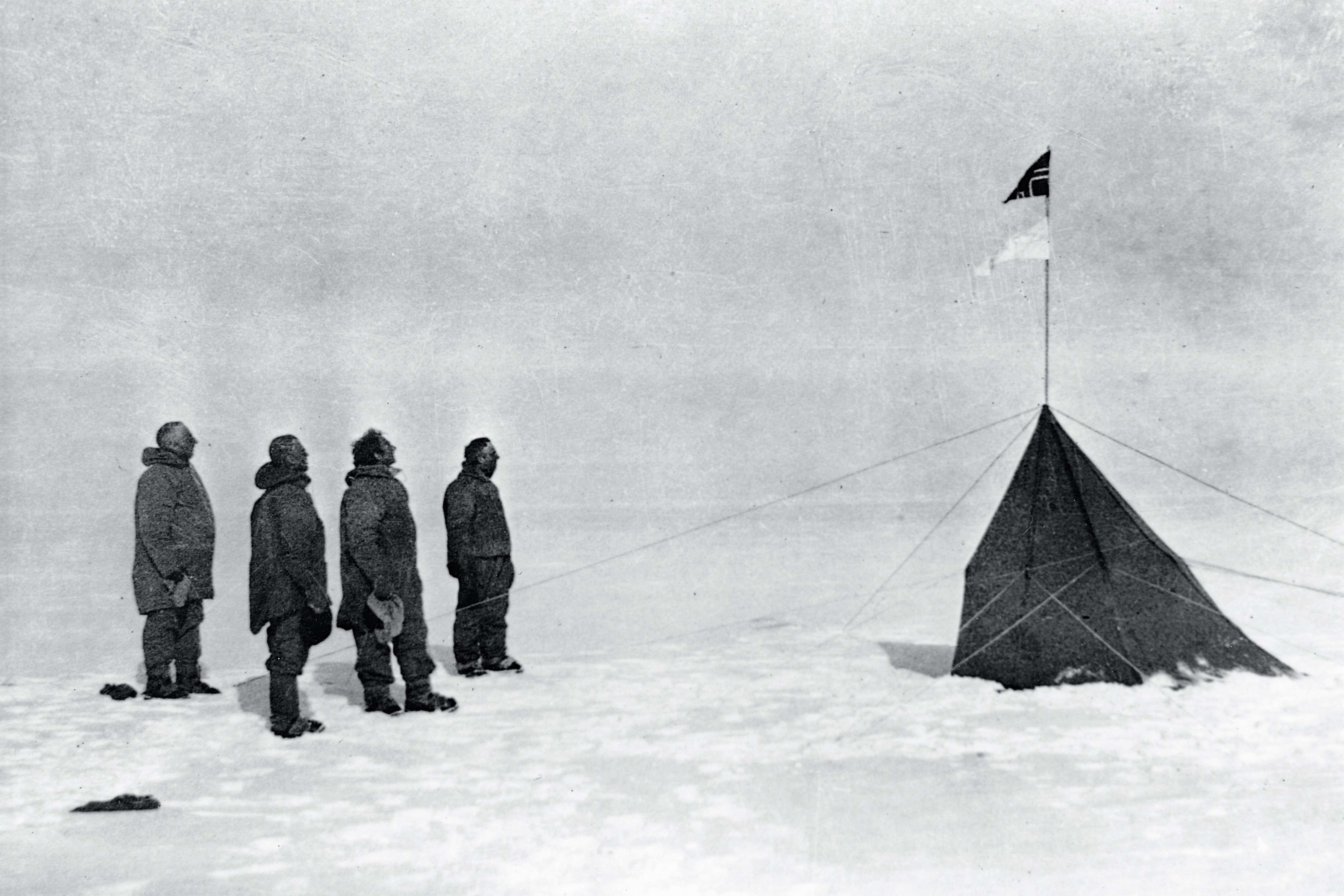
Amundsen (a la izquierda) y compañeros en Polheim, Polo Sur, en diciembre de 1911.

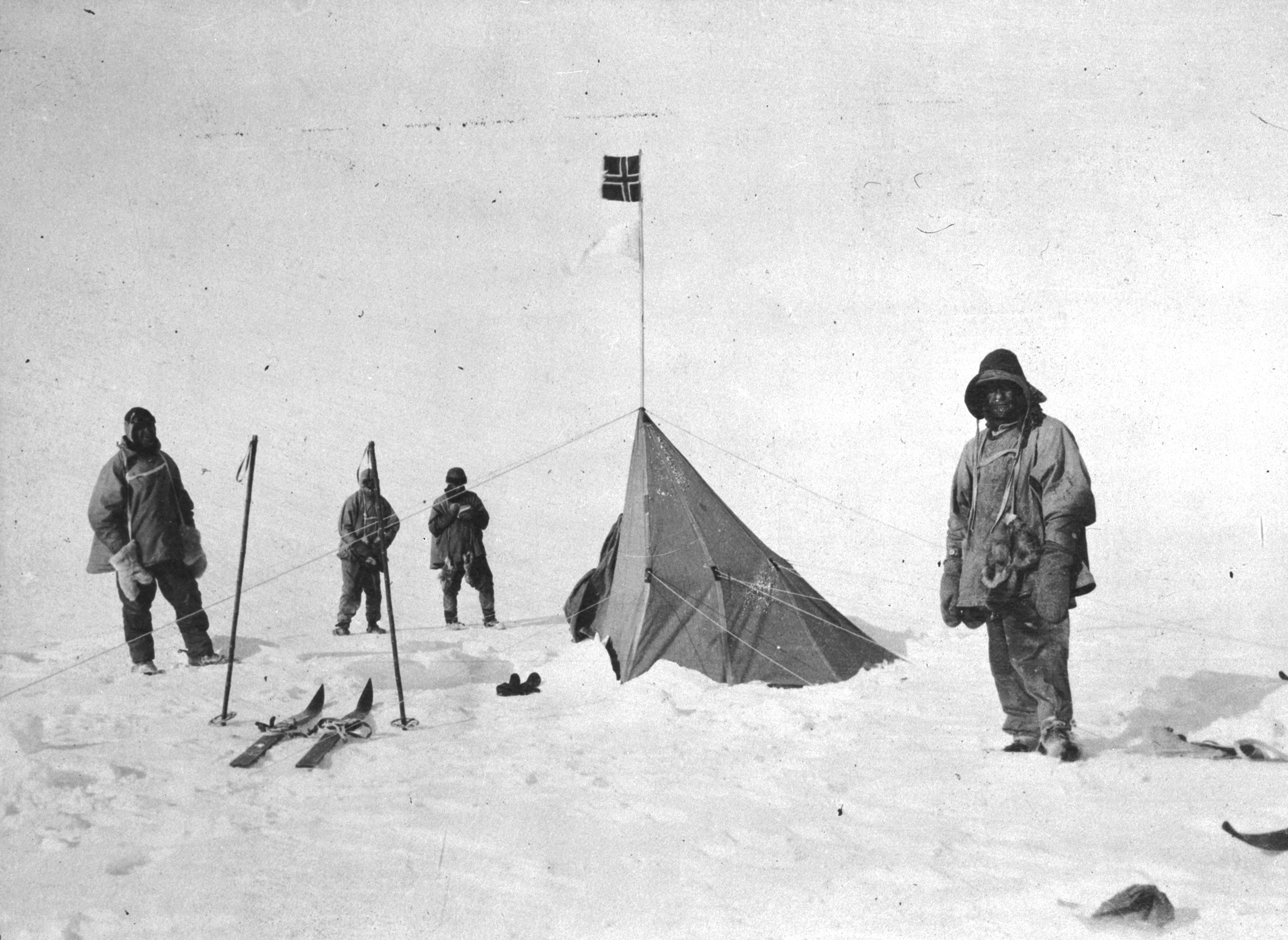
Scott (a la izquierda) y compañeros en Polheim, Polo Sur, en enero de 1912.

Polheim, que se traduce del noruego como Hogar en el Polo, fue en nombre que Roald Amundsen puso a su campamento en el Polo Sur cuando este fue alcanzado por primera vez el 14 de diciembre de 1911. Amundsen llegó allí junto con cuatro miembros de su expedición: Helmer Hanssen, Olav Bjaaland, Oscar Wisting y Sverre Hassel.

## Estimación de la ubicación del Polo Sur
En la primera posición estimada del Polo Sur, Amundsen declaró: "Así te plantamos, querida bandera, en el Polo Sur, y damos a la planicie en la que te encuentras el nombre de meseta Haakon VII". Tanto la bandera de Noruega como la del barco Fram fueron plantadas allí. 
Debido a las disputas históricas sobre las reclamaciones de los exploradores polares antes de la expedición de Amundsen, en particular las demandas en la competencia entre Frederick Cook y Robert Peary de quién alcanzó el Polo Norte primero, Amundsen tuvo especial cuidado al hacer sus observaciones polares.
Al acercarse al Polo Sur geográfico (o al Polo Norte) los meridianos de longitud convergen, por lo que hacer medidas de longitud no tiene sentido, ya que un grado de longitud se convertirá en más y más pequeño. En el mismo polo, suponiendo que uno tiene instrumentos suficientes precisos, todos los meridianos se encuentran. Amundsen razonó que el esfuerzo adicional en la obtención de la longitud podía evitarse, y se centró en la latitud. Amundsen había adoptado esta estrategia después de asistir a una conferencia en la Royal Geographical Society en Londres en noviembre de 1909, propuesta por el astrónomo y geógrafo británico, Arthur Robert Hinks. En sus lecturas como profesor de topografía y cartografía en la Universidad de Cambridge, Hinks presentó esta teoría cuando se discutía el tema de la determinación de las posiciones cerca del polo.
Con los instrumentos que tenía, Amundsen estimó que podía determinar la posición del polo con no más de una milla náutica (1,85 km) de diferencia. Con el fin de asegurarse de que no hubiera dudas de que su expedición había llegado al Polo Sur, decidió rodear, o poner en "caja" al polo. 
Tres miembros de la expedición fueron enviados desde la posición estimada del polo, uno continuando en la dirección de la expedición y dos en ángulo recto a esa dirección. Cada esquiador continuó 10 millas (16 km) y erigió con un corredor de trineo de repuesto una bandera negra y una nota para Robert Falcon Scott para cuando llegara, si lo hacía. Scott llegó más de un mes después. La nota contenía la posición al campamento de Amundsen.
Mientras que los esquiadores erigieron los marcadores, Amundsen tomó altitudes del sol para fijar su posición. Como su teodolito había sido dañado, las observaciones se hicieron con un sextante, el sol circunvalaba lentamente al campamento en 24 horas, y nunca se ponía.
A partir de estos cálculos, Amundsen determinó que su posición era de aproximadamente 5,5 millas (8,9 km) del Polo Sur matemático. Este punto había sido puesto en "caja" por los esquiadores.
El 17 de diciembre Amundsen procedió a su estimación de la verdadera posición del Polo Sur, y tomó observaciones adicionales durante 24 horas, dos hombres permanecieron observando cada medición, y firmaron cada uno de los libros de navegación de los otros. Esto fue para asegurarse de que no habría ninguna duda en cuanto a que la expedición logró alcanzar el polo. Cuatro de los cinco miembros del equipo estaban entrenados como navegantes, Olav Bjaaland era el único sin esa formación. 
A partir de esos cálculos se determinó que estaban aún a 1,5 millas (2,4 km) desde el polo, y dos hombres fueron enviados a erigir banderines adicionales. Por último, Amundsen añadió aún más gallardetes para cubrir el área restante. De esta forma, el polo fue encajonado tres veces en total. 
La cámara fotográfica oficial de la expedición había sido dañada en el camino al polo, así que las únicas fotografías tomadas eran de una cámara de aficionado perteneciente a Olav Bjaaland.
El 18 de diciembre de 1911 la expedición de Amundsen partió de Polheim, dejando atrás su tienda de campaña de reserva, junto con una carta para Scott y otra carta para que Scott se la entregara al rey Haakon VII en el caso de que Amundsen pereciera en el retorno. Ambas cartas fueron encontradas más tarde con los cadáveres de Scott y sus compañeros, y fueron una prueba más de que Amundsen había logrado llegar al polo.
Cuando se verificaron los cálculos de Amundsen, se encontró que su campamento final correspondía a no más de 2,3 km (2500 yardas) del Polo Sur matemático, un logro notable teniendo en cuenta los instrumentos disponibles. Además, se ha comprobado que el miembro de la expedición Helmer Hanssen, uno de los que había estado esquiando en un patrón de rejilla dentro de la "caja", llegó a unos 180 metros (200 yardas) del Polo Sur matemático en una de sus carreras.

## La carpa
La carpa que dejó Amundsen no ha sido vuelta a ver desde que el equipo de Scott partió de regreso en enero de 1912. La determinación de su actual ubicación requiere considerar la precisión de los equipos de orientación usados por Amundsen en 1911, el flujo del hielo desde entonces, y la profundidad de su entierro debida a la nieve caída. La ubicación de la carpa se ha calculado a enero de 2011 en 89°58′51″S 46°14′00″E / -89.98083, 46.23333, con alrededor de 300 metros de la incertidumbre en la posición. Probablemente se encuentra a 17 m por debajo de la actual superficie de la nieve.